# Eagles de Philadelphie
Stade
Maillots
Super Bowl LII - LIX
Champion NFL 1948 - 1949 - 1960
Les Eagles de Philadelphie (Philadelphia Eagles en anglais) sont une franchise professionnelle de football américain basée à Philadelphie dans l'État de Pennsylvanie aux États-Unis. Depuis 2003, elle joue ses matchs à domicile au Lincoln Financial Field. L'équipe fait partie de la division Est (East division) de la National Football Conference (NFC) de la National Football League (NFL).
La franchise des Eagles est fondée en 1933 par Bert Bell, en remplacement des Yellow Jackets de Frankford  ayant cessé ses activités en 1931 à la suite de la crise économique.
Elle remporte à trois reprises le titre de champion de la NFL avant l'ère moderne du Super Bowl soit en 1948, en 1949 et en 1960. Elle dispute son premier Super Bowl à l'occasion du Super Bowl XV (défaite 10 à 27 contre les Raiders d'Oakland). Au terme de la saison 2017, elle remporte 41 à 33 le Super Bowl LII joué contre les Patriots de la Nouvelle-Angleterre. Elle récidive lors de la saison 2024 en remportant le Super Bowl LIX 40 à 22 contre les Chiefs de Kansas City.
Fin de saison 2023, 13 membres affiliés aux Eagles ont été intronisés au Pro Football Hall of Fame : Chuck Bednarik, Bert Bell, Bob Brown, Harold Carmichael, Brian Dawkins, Sonny Jurgensen, Greasy Neale, Tommy McDonald, Pete Pihos, Norm Van Brocklin, Steve Van Buren, Dick Vermeil et Reggie White.
Les Eagles de Philadelphie sont classés comme l'une des meilleures équipes en termes d'assistance et ont vendu tous les billets de leurs matchs à domicile depuis la saison 1999,.
La franchise est détenue par Jeffrey Lurie (en) lequel l'avait acquise à Norman Braman (en) pour un montant total de 195 millions de dollars américains. En 2023, Forbes évaluait sa valeur à 4,9 milliards de dollars ce qui la classait au 10e rang des équipes NFL.

## Histoire

### La NFL à Philadelphie (1899-1931)
La Frankford Athletic Association est créée en mai 1899 dans le salon du Suburban Club. Le montant d'une action était de 10 $. Le grand public pouvait également payer une adhésion variant de 1 à 2,5 $. L'Association était une organisation communautaire à but non lucratif composée de résidents et d'entreprises locales. Conformément à sa charte, tous ses revenus excédentaires étaient reversés à des institutions caritatives locales. L'association d'origine est apparemment dissoute avant le début de la saison 1909. Plusieurs des joueurs originaux de l'équipe de 1899 recrée une équipe et leur association prend le nom de Loyola Athletic Club. Conformément à la tradition des Yellow Jacket, ils portent à nouveau le nom «Frankford» en 1912, pour redevenir la Frankford Athletic Association.
Au début des années 1920, les Yellow Jackets de la Frankford Athletic Association ont acquis la réputation d'être l'une des meilleures équipes indépendantes du pays. En 1922, Frankford absorbe les Union Quakers of Philadelphia, équipe championne de la ville de Philadelphie. Cette année-là, Frankford remporte le championnat non officiel de Philadelphie. Au cours des saisons 1922 et 1923, les Yellow Jackets affichent un bilan de 6 victoires pour 2 défaites et 1 nul contre des équipes de la National Football League. L'Association se voit accorder une franchise NFL en 1924 dénommée les Frankford Yellow Jackets de Frankford. Au milieu de la saison 1931, les Yellow Jackets font faillite et sont contraints de cesser leurs activités.

### L'Ère Wray et Bell (1933-1940)
Après plus d'un an de recherche, la NFL accorde une franchise d'expansion à un syndicat dirigé par Bert Bell et Lud Wray (en) et leur attribue les actifs de l'organisation défaillante des Yellow Jackets. Le groupe Bell-Wray paye un droit d'entrée de 3 500 $ (correspondant à environ 42 544 $ aujourd'hui) et assume la dette totale de 11 000 $ due envers trois autres franchises NFL. S'inspirant de l'insigne Blue Eagle de la National Recovery Administration - la pièce maîtresse du New Deal du président Franklin D. Roosevelt - Bell et Wray nomment la nouvelle franchise les Eagles de Philadelphie. Bien que cela puisse donner l'impression que les Yellow Jackets soient revenus en 1933 sous le nom des Eagles, ni les Eagles ni la NFL ne considèrent officiellement les deux franchises comme identiques puisque en 1932 les Yellow Jackets n'avaient pas joué à la suite de la faillite. De plus, l'équipe de 1933 ne comportait presque plus aucun ancien joueur des Yellow Jackets.
Les Eagles, ainsi que les Steelers de Pittsburgh et les Reds de Cincinnati (aujourd'hui disparus), rejoignent la NFL en tant qu'équipes d'expansion. Wray devient le premier entraîneur principal des Eagles après en avoir été convaincu par Bell, son ancien coéquipier à Penn. L'équipe avait initialement prévu de jouer ses matchs à domicile au Shibe Park, qui abritait le club de baseball Philadelphia Athletics. Les négociations ayant échoué, l'équipe réussit à conclure un accord avec les Phillies de Philadelphie, une équipe de baseball rivale des Athletics, pour jouer au Baker Bowl (en).
Les Eagles jouent le premier match de l'histoire de la franchise le 15 octobre 1933 contre les Giants de New York aux Polo Grounds de New York et le perdent 56-0. Les Eagles ne sont pas très performant au cours de leur première décennie, ne gagnant jamais plus de 4 matchs par saison. Leur meilleure saison est celle de 1934, où ils finissent troisième de la division East, à égalité avec les Dodgers de Brooklyn. Pour la plupart, les premiers rosters des Eagles étaient composées d'anciens joueurs de Penn, de Temple et de Villanova.
En 1935, Bell propose d'organiser une draft annuelle pour répartir les talents universitaires dans la Ligue. Cette draft crée un concept révolutionnaire pour les sports professionnels puisque les équipes sélectionnent les joueurs dans l'ordre inverse à leur classement de la saison précédente. Ce principe toujours présent actuellement permet aux plus mauvaises équipe de se renforcer grâce aux meilleurs joueurs universitaire.
Entre 1927 et 1934, à l'exception de la saison 1928 remportée par la Steam Roller de Providence, trois équipes se partagent le reste des titres nationaux, les Bears de Chicago, les Giants de New Yorket les Packers de Green Bay.

En 1936, les Eagles subissent des pertes financières importantes et sont vendus aux enchères publiques. Bert Bell, étant le seul soumissionnaire, devient l'unique propriétaire de l'équipe. Wray ayant refusé une réduction de son salaire quitte la franchise. Bell assume le poste d'entraîneur principal. L'équipe termine dernière de la Ligue avec un bilan négatif de 1-11. Après la saison 1936, les Eagles obtiennent le premier choix global de la première draft de la NFL. Ils l'utilisent pour sélectionner le halfback Jay Berwanger, premier vainqueur du trophée Heisman. Ce dernier ne jouera jamais dans la NFL et sera plus tard échangé en octobre 1936 aux Bears de Chicago contre l'offensive tackle Art Buss (en).

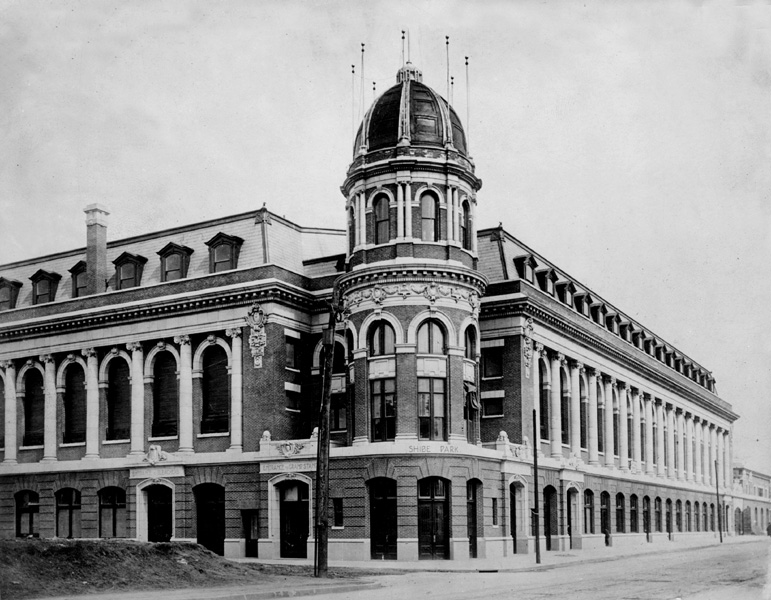
Le Connie Mack Stadium.

Entre 1936 et 1939, les Eagles jouent au Municipal Stadium situé dans le sud de Philadelphie. En 1940, Bell refuse une augmentation de loyer de 66% et un versement de 10% des entrées proposée par la ville et signe un bail pour utiliser le Shibe Park (rebaptisé en 1954 Stade Connie Mack (en)), ce stade permettant de jouer en nocturne grâce à l'éclairage installé l'année précédente. Les Eagles jouent donc le premier match de leur saison 1941 au Municipal Stadium avant de déménager vers le Shibe Park,,.
L'équipe termine la saison avec un bilan de 2-8-1 et auront encore de mauvais résultats pendant les trois saisons suivantes.

### L'Ère Greasy Neale (1941-1950)
En décembre 1940, Bell organise la vente des Steelers qui devient la propriété d'Alexis Thompson (en). Art Rooney, ancien propriétaire des Steelers, acquiert ainsi la moitié des actions des Eagles détenues par Bell. Bell aurait reçu de Rooney, 20% de la revente des Steelers.
Thompson change le nom des Steelers en Iron Men. Après mure réflexion, les propriétaires des deux franchises échangent leurs villes avant le début de la saison 1941. La franchise des Steelers déménage à Philadelphie pour prendre le nom des Eagles de Philadelphie tandis que la franchise des Eagles part à Pittsburgh devenant les Steelers de Pittsburgh. Dans le cadre de cet accord et à la suite d'une série de transactions entre franchises connue sous le nom de Pennsylvania Polka, onze joueurs des Steelers sont transférés chez les Eagles (continuant ainsi de jouer à Pittsburgh), tandis que dix-sept joueurs des Eagles sont transférés chez les Steelers (continuant ainsi de jouer à Philadelphie). Bell devient alors entraîneur principal des Steelers et Rooney en devient le directeur général. Thomson devenu propriétaire de la franchise installée à Philadelphie, engage Earle "Greasy" Neale comme entraîneur principal des Eagles. Au cours de ses premières années sous la direction de Neale, l'équipe n'obtient pas de bons résultats (2-8-1 au terme de la saison 1941 et 2-9 en fin de saison 1942).

#### Steagles (1943)

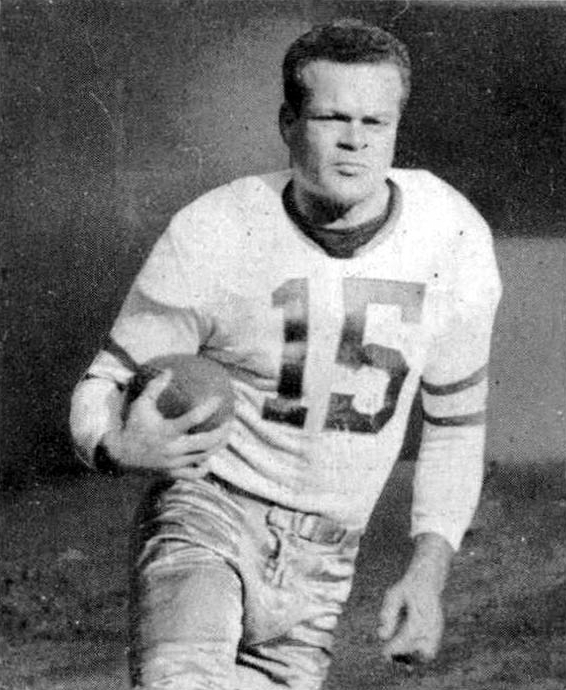
Steve Van Buren, halfback des Eagles entre 1944 et 1951.

En 1943, il devient difficile de constituer une équipe, nombre de joueurs étant réquisitionnés à la suite de la Seconde Guerre mondiale. Les équipes des Eagles et des Steelers fusionnent sous le nom de Phil-Pitt Eagles ou Steagles en abrégé. Greasy Neale et Walt Kiesling en forment le duo d'entraîneur principal. L'équipe termine la saison avec un bilan de 5-4-1. La fusion n'ayant pas été conçue de façon permanente cesse dès la fin de la saison.
En 1944, l'équipe, emmenée par l'entraîneur principal Greasy Neale et le running back Steve Van Buren, obtient le premier bilan positif de son histoire. Après avoir terminé deuxième de la division East en 1945 et 1946, elle remporte le premier titre de sa division et atteint la finale nationale pour la première fois de son histoire en 1947. La jeune équipe composée de Van Buren, Pete Pihos (en) et Bosh Pritchard (en) perd néanmoins 21-28 la finale jouée contre les Cardinals de Chicago au Comiskey Park.

#### Champions NFL en 1948
Continuant sur leur lancée, la jeune équipe se qualifie à nouveau pour la finale nationale en 1948. Avec l'avantage du terrain et sous une tempête de neige aveuglante, les Eagles remportent leur premier titre de la NFL en battant 7-0 les Cardinals de Chicago. Les seuls points inscrits l'ont été au cours du quatrième quart temps, Steve Van Buren inscrivant un touchdown à la suite d'une course de 5 yards.

#### Champions NFL en 1949

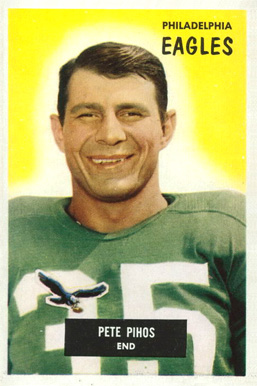
, tight end des Eagles entre 1947 et 1955.

Avant le début de la saison, Thompson vend la franchise à un syndicat composé d'une centaine de personnes connu sous le nom deHappy Hundred, chacune d'entre elles ayant payé une souscription de 3 000 $. Alors que son chef était l'homme d'affaires de Philadelphie James P. Clark, un de ses investisseurs méconnu, Leonard Tose, va devenir un nom très familier pour les fans des Eagles.
L'équipe accède à la finale nationale pour la troisième saison consécutive et la gagne sur le score de 14-0 contre les Rams de Los Angeles,. Le running back Steve Van Buren y gagne 196 yards en 31 courses et la défense limitera les Rams à un maigre gain de 21 yards au sol.
Chuck Bednarik est sélectionné en premier choix global lors de la draft 1949 de la NFL. Joueur de ligne et linebacker All-American de l'université de Pennsylvanie, Bednarik va devenir l'un des joueurs les plus importants et les plus aimés de l'histoire des Eagles.
En 1950, les Eagles commencent leur saison contre les Browns de Cleveland, champion de l'AAFC, qui venaient (avec les autres franchises de l'AAFC) de rejoindre la NFL. On s'attendait à ce que les Eagles ne fassent qu'une bouchée des Browns, qui à l'époque étaient largement considérés comme l'équipe dominante d'une ligue mineure. Cependant, les Browns vont gagner un total de 487 yards (dont 246 par la passe) contre la défense si réputée des Eagles et remporter le match 35 à 10. Les Eagles ne s'en remettront pas et termineront la saison sur un bilan de 6-6.

### L'Ère McMillin, Millner, Trimble et Devore (1951-1957)

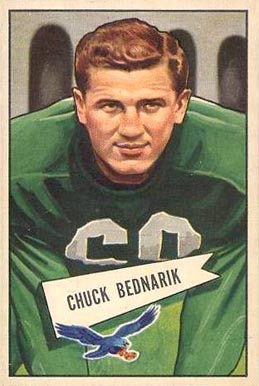
Chuck Bednarik, linebacker et centre des Eagles entre 1949 et 1962

Après la saison 1950, Greasy Neale prend sa retraite et est remplacé par Bo McMillin (en). Après seulement deux matchs en 1951, McMillin est forcé de prendre sa retraite, souffrant d'un cancer de l'estomac. Wayne Millner (en) le remplace jusqu'en fin de saison avant la nomination de Jim Trimble (en) au poste d'entraîneur principal.
Même si certains anciens joueurs des années 1940 réussissent à rester compétitifs pendant les premières années de la décennie et que des joueurs plus jeunes comme Bobby Walston et Sonny Jurgensen comment à percer, l'équipe n'est pas performante pendant la majeure partie des années 1950.
Après la saison 1957, les Eagles déménagent du Connie Mack Stadium vers le Franklin Field appartenant à l'université de Pennsylvanie. Franklin Field peut accueillir plus de 60 000 spectateurs tandis que le Connie Mack était limité à 29 000 places. La pelouse naturelle est remplacée par un revêtement synthétique en 1969, ce qui en fait le premier stade avec pelouse artificielle de la NFL.

### L'Ère Buck Shaw (1958-1960)

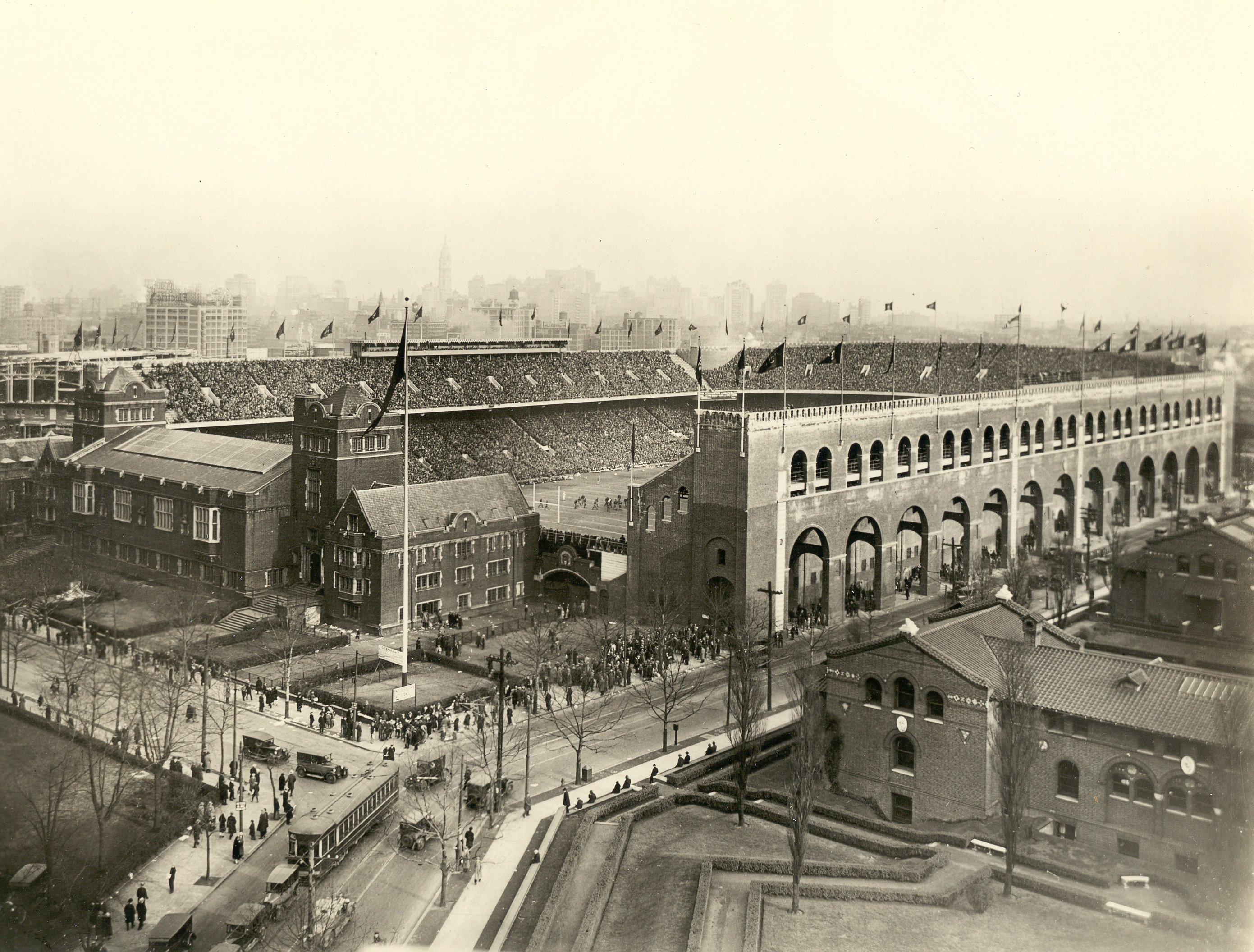
Le Franklin Field, domicile des Eagles entre 1958 et 1970.

En 1958, la franchise prend des mesures importantes pour s'améliorer en engageant Buck Shaw (en) comme entraîneur principal et en acquérant le quarterback Norm Van Brocklin lors d'un échange avec les Rams de Los Angeles.
Au cours de la saison 1959, l'équipe montre de belles choses et termine deuxième de la East Division. L'ancien propriétaire et cofondateur des Eagles, Bert Bell, qui était à l'époque commissaire de la NFL, assiste au match du 11 octobre joué contre les Steelers de Pittsburgh au Franklin Field, équipe dont il fut également propriétaire. Bell refuse les places qui lui avaient été réservés dans une loge des Eagles et achète ses propres billets pour pouvoir s'asseoir au milieu des fans. Au cours du quatrième quart-temps, alors qu'il est assis derrière la zone d'en-but, il est victime d'une crise cardiaque et décède plus tard dans la journée.

#### Champions NFL 1960
La saison 1960 reste celle la plus célébrée de l'histoire des Eagles. Shaw, Van Brocklin et Bednarik (chacun dans leur dernière saison avant la retraite) sont les leaders d'une équipe plus remarquable par son courage que par son talent (un observateur a plaisanté plus tard en disant que l'équipe n'avait gagné rien d'autre qu'un championnat) qui gagne leur premier titre de la Division East depuis la saison 1949. L'équipe est aidée par les deux Pro Bowler, le wide receiver Tommy McDonald (qui écrira plus tard une courte autobiographie intitulée Ils me paient pour attraper des ballons de football - They Pay Me to Catch Footballs) et le tight end Pete Retzlaff. Le 26 décembre 1960, un des jours les plus froids de l'histoire de la franchise, les Eagles rencontrent les Packers de Green Bay dirigés par Vince Lombardi en finale du championnat. Ils remportent le match 17-13, infligeant au redoutable Lombardi sa seule défaite en finale nationale. Bednarik y a été aligné en tant que centre de la ligne offensive et en tant que linebacker en défense. Il met fin au match en plaquant et en maintenant au sol Jim Taylor jusqu'à ce que les dernières secondes du match soient écoulées.

### L'Ère Skorich, Kuharich, Williams, Khayat, McCormick (1961-1975)
Van Brocklin a accepté de venir jouer pour les Eagles jusqu'en 1960 à la suite d'un accord tacite prévoyant que dès qu'il prendrait sa retraite en tant que joueur, il remplacerait Shaw au poste d'entraîneur principal. Cependant, le propriétaire de la franchise, choisit de promouvoir l'entraîneur adjoint Nick Skorich (en) à sa place et Van Brocklin quitte dépité les Eagles pour devenir entraîneur principal des Vikings du Minnesota en 1961.
Le quarterback remplaçant Sonny Jurgensen devient titulaire en 1961. Les Eagles terminent deuxièmes derrière les Giants de New York en Eastern Conference avec un bilan de 10 victoires pour 4 défaites. Malgré ce beau résultat, la franchise se retrouve néanmoins dans la tourmente.
L'équipe de 1962 décimée par les blessures ne remporte que trois matchs en 1962 et concède une défaite honteuse à domicile (0-49) contre les Packers. Les problèmes perdurent en 1963 lorsque les 65 actionnaires restant des  Happy Hundred originaux décident de vendre la franchise à Jerry Wolman (en), un millionnaire de Washington âgé de 36 ans. Ce dernier surenchérit sur les soumissionnaires locaux, payant un montant sans précédent de 5 505 millions de dollars pour obtenir le contrôle du club,,.
En 1964, Wolman engage Joe Kuharich (en), ancien entraîneur des Cardinals de Chicago et des Redskins de Washington pour une durée de 15 ans. La franchise manque la phase finale lors des cinq saisons suivantes. Les échecs de l'équipe sur cette période connaissent leur apogée lors de l'incident du Père Noël (en) au cours duquel les fans ont bombardé avec des boules de neige un Père Noël présent pour un spectacle de Noël à la mi-temps d'un match.
En 1969, Leonard Tose (en) achète l'équipe à Wolman pour la somme de 16,155 million de $, un record à l'époque pour le rachat d'une franchise. La première décision de Tose sera de virer [Joe Kuharich lequel affichait un bilan décevant de 24-41-1 en cinq saisons à la tête des Eagles. Tose nomme ensuite au poste de directeur général, Pete Retzlaff, un ancien wide receiver des Eagles, et Jerry Williams (en) au poste d'entraîneur principal.
À la suite de la fusion entre l' AFL et la NFL en 1970, les Eagles sont placés dans la division NFC East en compagnie des Giants de New York, des Redskins de Washington et des Cowboys de Dallas. La rivalité entre les Eagles et les Giants, souvent citée comme la meilleure rivalité de la NFL, est la plus ancienne des rivalités au sein de la NFC East puisqu'elle remonte à 1933,. La saison 1970 est la dernière jouée au Franklin Field et les Eagles la terminent en dernière position dans la division avec un bilan de 3–10–1.
Les Eagles déménagent en 1971 vers le Veterans Stadium. Lors de la première saison, le "Vet" a été largement décrit comme un triomphe de l'ingénierie sportive ultra-moderne, un consensus qui a été de courte durée, tout comme le mandat de Williams en tant qu'entraîneur principal. Après un bilan en 1970 de 3-10-1 et trois lourdes défaites en début de saison 1971 (contre les Bengals, les Cowboys et les 49ers), Williams est viré et remplacé par son adjoint Ed Khayat, un homme de ligne défensif ayant remporté le titre 1960 avec les Eagles. Williams et Khayat avaient été gênés par la décision prise par le directeur général Retzlaff' d'échanger l'expérimenté quarterback Norm Snead (en) aux Vikings début 1971, ne conservant que les inexpérimentés Pete Liske (en) et Rick Arrington (en). Khayat perd ses deux premiers matchs mais remporte six des neuf derniers matchs en grande partie grâce à la défense emmenée par le safety All Pro Bill Bradley (en), meneur de la NFL au nombre d'interceptions (11) et au nombre de yards gagnés après interception (248).
L'équipe régresse en 1972 et termine avec un bilan de 2–11–1 et Khayat est remercié. Les deux victoires (toutes deux en déplacement) se sont toutefois révélées être des surprises, Philadelphia ayant battu 21-20 les Chiefs de Kansas City (meilleur bilan de l'AFC un an auparavant) et 18-17 les Oilers de Houston grâce aux six field goals du kicker Tom Dempsey. Ce dernier match avait été dénommé le Johnny Rodgers Bowl, parce que le perdant, en terminant dernier de la ligue, obtiendrait le premier choix de la draft 1973 de la NFL, choix qui normalement aurait dû se porter sur le wide receiver de Nebraska Johnny Rodgers, vainqueur du trophée Heisman. À la suite de cette défaite, ce sont les Oilers qui obtiennent le premier choix de la draft mais choisissent de sélectionner le defensive end des Spartans de Tampa John Matuszak (lequel a ensuite affronté Philadelphie lors du Super Bowl XV). Avec le deuxième choix, les Eagles sélectionnent le tight end de l'USC, Charle Young.
Khayat est remplacé par Mike McCormack (en) pour la saison 1973. Aidés par les compétences du quarterback Roman Gabriel (en) et de l'imposant jeune wide receiver Harold Carmichael, l'attaque auparavant moribonde retrouve un peu de superbe. Le nouveau directeur général Jim Murray (en) commence également à ajouter du talent du côté défensif de la ligne, notamment grâce à l'ajout en 1974 du linebacker Bill Bergey (en), futur Pro Bowler . Dans l'ensemble, cependant, l'équipe reste toujours d'un niveau trop moyen. McCormack est licencié après un bilan de 4-10 sur la saison 1975.

### L'Ère Vermeil et Campbell (1976-1985)

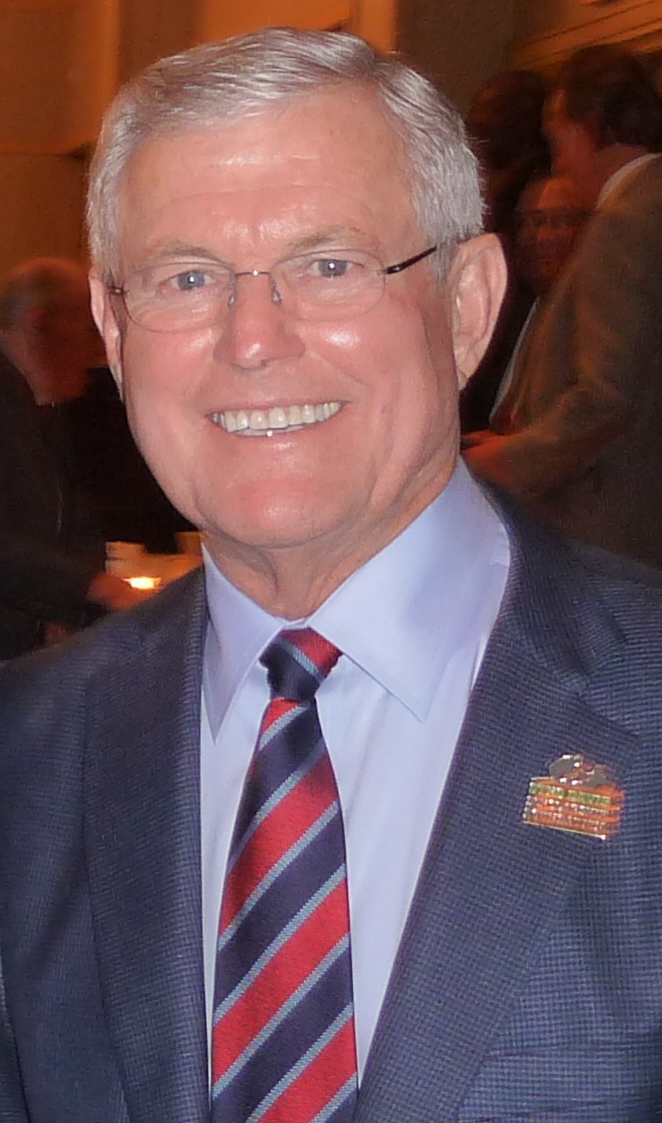
Dick Vermeil, entraîneur principal des Eagles de 1976 à 1982

En 1976, Dick Vermeil est engagé par les Eagles en tant qu'entraîneur principal pour succéder à Mike McCormack. Les Bruins de l'UCLA n'avait obtenu qu'un seul bilan positif au cours des quatorze saisons dirigées par Vermeil (1962 à 1975).
Lors de la saison 1976, les Eagles finissent avec un bilan de 4 victoires et 10 défaites, identique à l'année précédente. Les espoirs d'amélioration débutent en 1977. L'équipe obtient Ron Jaworski des Rams de Los Angeles en échange du tight end Charle Young. La défensive, menée par Bill Bergey et le coordonnateur défensif Marion Campbell, commence à être réputée comme une des plus violentes de la Ligue.
Un des meilleurs moments de l'histoire des Eagles se déroule pendant la saison 1978 à l'occasion du match les opposant aux Giants de New York et qui sera surnommé Miracle à Meadowlands (en). Alors qu'il ne reste que 20 secondes à jouer, le cornerback Herman Edwards (en) provoque un fumble du quarterback des Giants, Joe Pisarcik (en), qu'il retourne en touchdown permettant aux Eagles de remporter le match 19 à 17. Cette victoire permet aux Eagles de terminer la saison avec unbilan en saison régulière de 9 victoires et 7 défaites. Le running back, Wilbert Montgomery devient le premier joueur des Eagles à gagner plus de 1 000 yards à la course en une saison. La saison suivante, les Eagles remportent leur division à égalité avec les Cowboys. Wilbert Montgomery améliore son record puisqu'il gagne 10 151 200 yards à la course sur la saison.
En 1980, Philadelphie domine la conférence NFC et affronte en finale de conférence, un rival de division, les Cowboys de Dallas. Emmenés par le running back Montgomery et le fullback Leroy Harris (en) sous des températures glaciales, les Eagles remportent le match 20 à 7 et se qualifient pour le Super Bowl XV.
Les Eagles terminent la saison écourtée de 1982 avec un bilan de 3 victoires pour 6 défaites. Vermeil démissionne de son poste prétextant un « burn out ». Le coordonnateur défensif Marion Campbell le remplace mais l'équipe ne se qualifie pas pour les deux phases finales suivantes et après la saison 1984, l'équipe déménage presque à Phoenix.

### L'Ère Buddy Ryan (1986-1990)
En 1986, l'arrivée du fougueux entraîneur principal Buddy Ryan va améliorer les performances de l'équipe et enflammer les fans. Les Eagles vont immédiatement acquérir la réputation d'avoir une défense et des joueurs assez durs. Ryan commence par rajeunir l'équipe en libérant plusieurs joueurs âgés. C'est ainsi que le quarterback Ron Jaworski est remplacé par Randall Cunningham. Ce dernier malgré un bilan négatif de 5–10–1 en 1986, laisse entrevoir de belles possibilités. Une grève raccourcit néanmoins la saison 1987 d'un match. Les joueurs ayant remplacé les attaquants en grève ne répondent pas aux attentes et sont écrasés 22 à 41 par les Cowboys de Dallas. Après la grève, l'équipe type remporte néanmoins 37 à 20 le deuxième match de la saison contre les Cowboys. Le bilan de la saison est de 7 victoires pour 8 défaites dont trois matchs joués avec des remplaçants. Les Eagles accèdent à la phase finale en 1988 mais perdent 12 à 20 le Fog Bowl (en) (surnommé ainsi en référence aux mauvaises conditions météorologiques ayant régné pendant le match) disputé contre les Bears de Chicago, équipe que Ryan avait aidé à remporter le Super Bowl XX en tant que coordinateur défensif.
Les Eagles se qualifient à nouveau pour la phase finale lors des deux saisons suivantes mais l'équipe se fait éliminer chaque fois dès le premier tour. Ces échecs ont été très frustrants pour les fans car l'équipe était largement considérée comme l'une des plus talentueuses de la NFL. L'attaque des Eagles étaient emmenés par Cunningham, l'un des quarterbacks les plus excitants de sa génération, ainsi que par le tight end Keith Jackson (en) et le running back Keith Byars (en). La défense a été généralement reconnue comme l'une des plus grandes de l'histoire de la Ligue et comme la meilleure à n'avoir jamais remporté de championnat.
Les deux matchs joués contre Dallas en 1989 ont été surnommés Bounty Bowls (en). Remportés aisément par les Eagles (les Cowboys terminent avec un bilan de 1-15 cette saison-là), ces rencontres ont été marquées d'une part pour les jets de boules de neige effectués par les fans des Eagles et d'autre part pour les insultes proférées par Ryan envers le nouvel entraîneur des Cowboys Jimmy Johnson, mettant d'ailleurs un bounty (bonus financier - interdit par la NFL) sur leur kicker.
Le 12 novembre 1990, à l'occasion du Monday Night Football joué au Vet, les Eagles battent 28-14 les Redskins de Washington, la défense inscrivant trois des quatre touchdowns des Eagles. Ce match, plus déséquilibré que son score ne l'indique, a acquis le sobriquet de The Body Bag Game (en) à la suite du jeu vraiment dur développé par les Eagles, ceux-ci blessant gravement le quarterback titulaire adverse ainsi que son remplaçant. Le running back Brian Mitchell des Redskins, qui sera plus tard signé par les Eagles, sera appelé à terminer le match au poste de quarterback. Plus tard, en tour de Wild card, Washington revient jouer à Philadelphie et prend sa revanche en gagnant 20-6, mettant ainsi un terme à la saison des Eagles.

### L'Ère Jeffery Lurie (1994-1992)
Buddy Ryan est congédié le 7 janvier 1991 et est remplacé par le coordinateur offensif Rich Kotite (en). La saison 1991 débute mal puisque le quarterback Randall Cuningham se blesse au genou. Il est remplacé par Jim McMahon pour le reste de la saison. Bien qu'ayant une des meilleures défenses de la Ligue, les Eagles ne se qualifient par pour la phase finale, terminant 3e de la NFC East avec un bilan de 10-6. Après avoir perdu Reggie White pendant l'intersaison (agent libre), les Eagles perdent le defensive tackle All Pro Jerome Brown, décédé le 25 juin 1992 à la suite d'un accident de voiture. L'équipe termine deuxième de sa division en 1992 avec un bilan de 11-5 ce qui lui permet de jouer et de gagner le tour préliminaire (wild card) disputé contre les Saints de La Nouvelle-Orléans. Les Eagles sont ensuite défaits en tour de division par les Cowboys de Dallas. Les stars de l'attaque à cette période sont le quarterback Randall Cunningham, le tight end Keith Jackson (en) et le running back Herschel Walker tandis que la défense surnommée Gang Green defense est emmenée par Reggie White, Jerome Brown, Clyde Simmons, Seth Joyner, Wes Hopkins (en), Mike Golic (en), Byron Evans (en), Eric Allen (en), Andre Waters (en) et Mark McMillian (en).

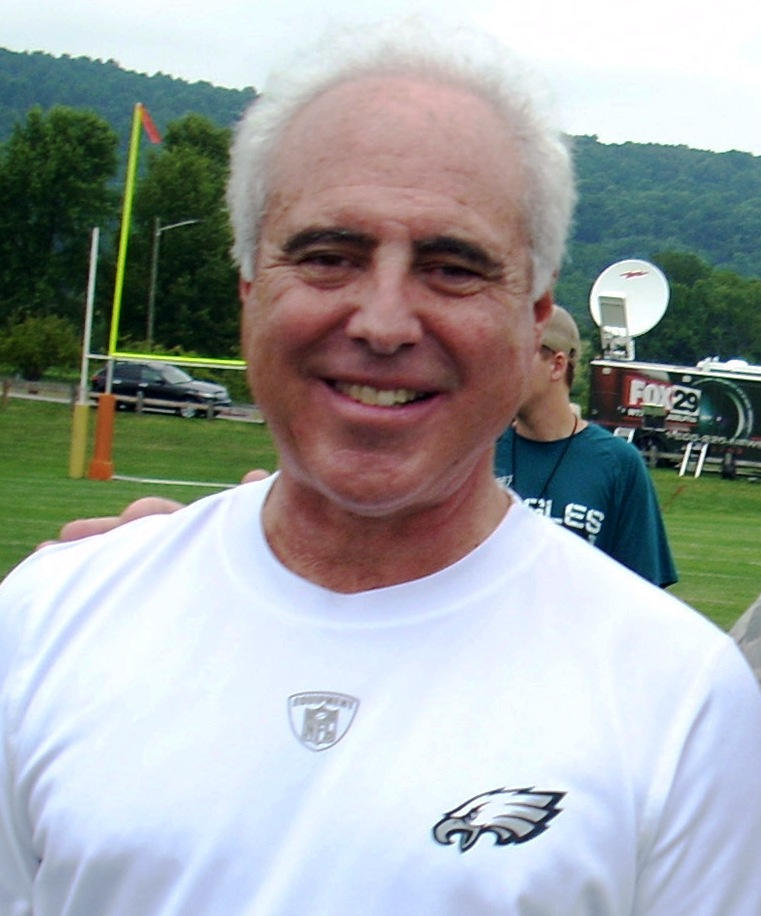
propriétaire des eagles depuis 1994.

En 1993, les Eagles de Kotite s'effondrent après un début prometteur et ratent la série éliminatoire avec un bilan de 8–8. À cette époque, le propriétaire de l'équipe, Norman Braman, était devenu largement impopulaire auprès des fans et du front office. Jeffrey Lurie (en) rachète la franchise le 6 mai 1994 pour un montant estimé à 185 millions de $. En 2014, celle-ci a été estimée par Forbes pour une somme de 1 314 millions de $.
En 1994, l'équipe termine la saison avec un bilan de 7-9 et ne se qualifie pas pour la phase finale. Rich Kotite est viré et remplacé par le coordinateur défensif des 49ers de San Francisco, Ray Rhodes (en). Ce dernier réussit à attirer la star des 49ers, l'agent libre Ricky Watters (en). Malgré un mauvais départ (trois défaites lors des quatre premiers matchs), les Eagles s'améliorent et terminent la saison régulière avec un bilan de 10-6. Ils se qualifient pour la phase éliminatoire et en tour de Wild Card, battent 58-37 les Lions de Détroit, Philadelphie inscrivant 31 points au cours du deuxième quart temps. Ils sont cependant éliminés lors du tour de division par les Cowboys de Dallas (11-30). Il s'agira du dernier match comme titulaire pour les Eagles du quarterback Randall Cunningham, celui-ci inscrivant le seul touchdown du match pour Philadelphie et le dernier de phase éliminatoire des Eagles avant 6 ans.
En 1995, Rhodes remplace Cunningham par Rodney Peete ce qui entraînera des frictions entre les deux joueurs. Même si des rumeurs indiquent que Lurie et Rhodes ont tenté de transférer Cunningham aux Cardinals de l'Arizona, il n'en sera rien et Cunningham décidera de prendre se retraite peu de temps après la fin de saison.
Les couleurs des uniformes des Eagles sont changées en 1996, le vert devenant plus sombre. L'équipe débute bien la saison avec trois victoires en quatre matchs, mais en 5e semaine elle est battue par les Cowboys de Dallas et le quarterback Peete se blesse au genou ce qui met fin à sa saison. Il est remplacé par Ty Detmer. En fin de saison, le running back Rickie Watters aura gagné 1 411 yards et l'équipe se qualifie pour la phase éliminatoire (10-6). En tour de Wild card, les Eagles perdent 0-14 contre les 49ers de San Francisco. Lors de la draft 1996 de la NFL, les Eagles sélectionnent au 2e tour le futur membre du Hall of fame, Brian Dawkins. Les éliminations précoces en phase finale pousse les fans et les médias à critiquer les joueurs agents libres transférés avec des salaires importants souvent décevant lors de ces matchs (Irving Fryar, Watters, Troy Vincent (en), et Guy McIntyre). La santé de Rhodes se détériore progressivement sous le stress et les joueurs commencent à se lasser de son comportement impétueux ainsi que de son style d'entraînement souvent trop autocratique.
Après une campagne 1997 décevante (6–9–1), les résultats empirent en 1998 (3-13) et les assistances aux matchs diminuent. Après cette saison désastreuse, une révolte des fans et une équipe au moral le plus bas, Lurie vire Rhodes. Il est remplacé par Andy Reid, entraîneur des quarterbacks de Green Bay.

### L'Ère Andy Reid (1999-2012)
Pour remplacer Ray Rhodes, les Eagles engagent Andy Reid, ancien entraîneur des quarterbacks de Green Bay. Son influence commence à se faire sentir puisqu'il décide de sélectionner en deuxième choix global de la draft 1999, Donovan McNabb, quarterback de Syracuse. Les Eagles auraient dû obtenir le premier choix global lors de cette draft à la suite de leur exécrable saison 1998 mais ce choix sera finalement attribué aux Browns de Cleveland.

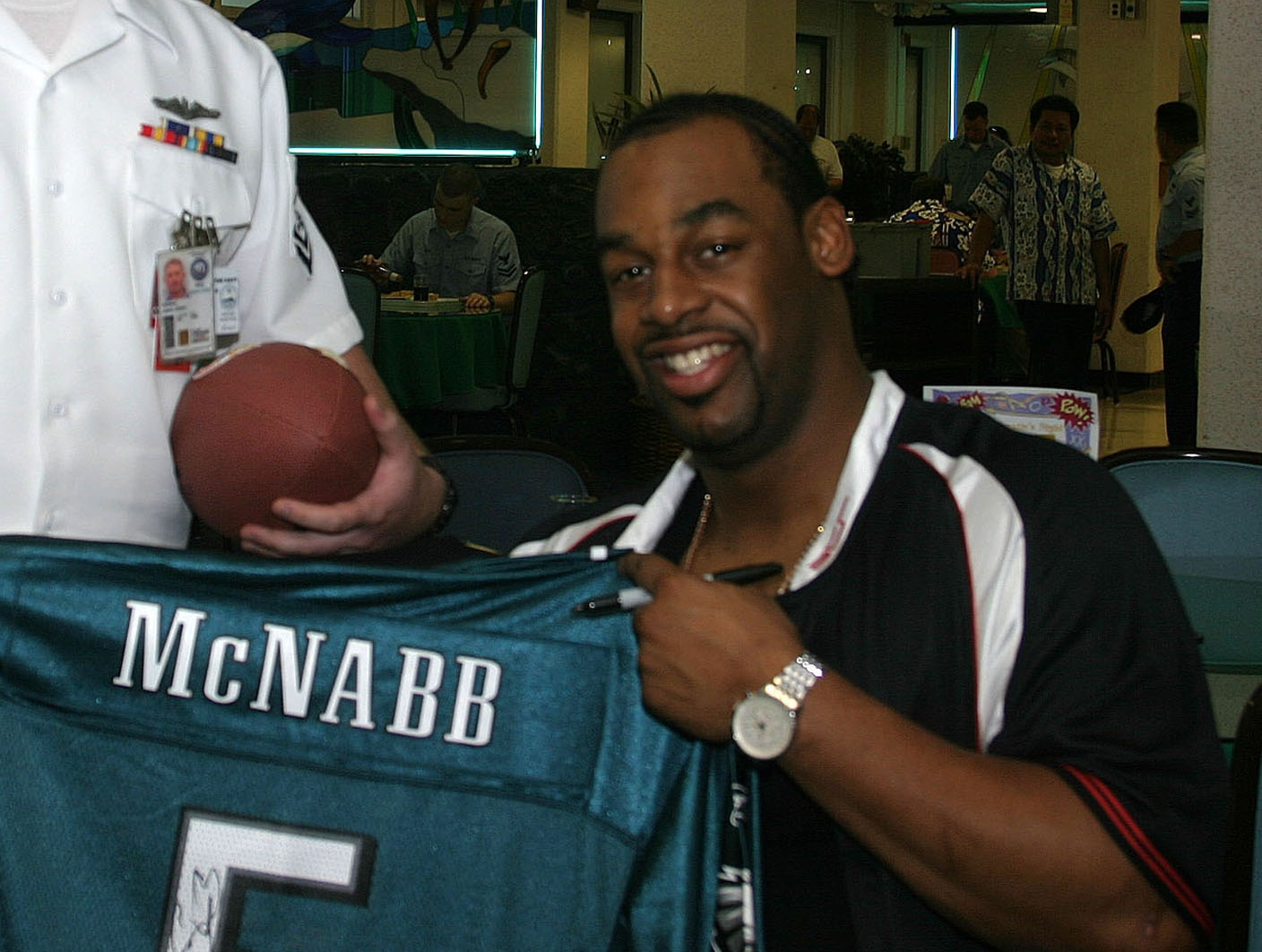
Donovan McNabb, quarterback des Eagles de 1999 à 2009.

Après un bilan de 11 victoires et 5 défaites en 2001, les Eagles terminent premiers de leur division et atteignent à nouveau la phase finale. En match préliminaire (wild card), ils battent 31 à 9 les Buccaneers mais sont battus en tour de division 19 à 33 par les Bears en déplacement aux Soldier Field.
Malgré les blessures, les Eagles emmenés par McNabb terminent la saison régulière 2002 avec un bilan de 12 victoires et 4 défaites. Ils atteignent la finale de conférence NFC qu'ils perdent contre les Buccaneers à l'occasion de leur dernier match au Veterans Stadium.
Lors de la saison 2003, les Eagles jouent le 8 septembre 2003 leur premier match dans le nouveau Lincoln Financial Field contre les Buccaneers mais le perdent 17 à 0. Après une deuxième défaite à domicile, ils parviennent à gagner leur premier match dans le nouveau stade le 5 octobre, en battant 27 à 25 leur rivaux de division, les Redskins de Washington. Ils terminent la saison régulière en tant que meilleure équipe de la NFC (bilan de 14-2) et se qualifient pour la phase finale. Les Eagles remportent en prolongation le tour de division 20 à 17 contre les Patriots mais sont battus en finale de conférence NFC 3 à 14 par les Panthers. Pendant l'entre saison, les Eagles signent le defensive end Jevon Kearse. Ils échangent aussi le receveur James Thrash aux Redskins contre un choix de 5e tour en 2005 qui sera utilisé pour acquérir le defensive end Trent Cole.
En 2004, l'équipe termine en tête de la NFC East pour la 4e saison consécutive avec un bilan de 13 victoires et 3 défaites et se qualifient encore une fois pour la phase finale. Les Eagles gagnent le tour de division contre les Vikings du Minnesota 27 à 14. Par la suite, ils remportent 27 à 10 la finale de conférence NFC jouée contre les Falcons d'Atlanta et accèdent au Super Bowl pour la première fois depuis 1980. Ils perdent 21 à 24 le Super Bowl XXXIX joué contre les Patriots de la Nouvelle-Angleterre.
Au cours de la saison 2005, les Eagles terminent avec un bilan négatif de 6 victoires et 10 défaites et ne se qualifient pas pour la phase finale pour la première fois depuis 1999.
En 2007, l'équipe termine avec un bilan de 8 victoires et 8 défaites mais n'est pas qualifiée pour la phase finale.

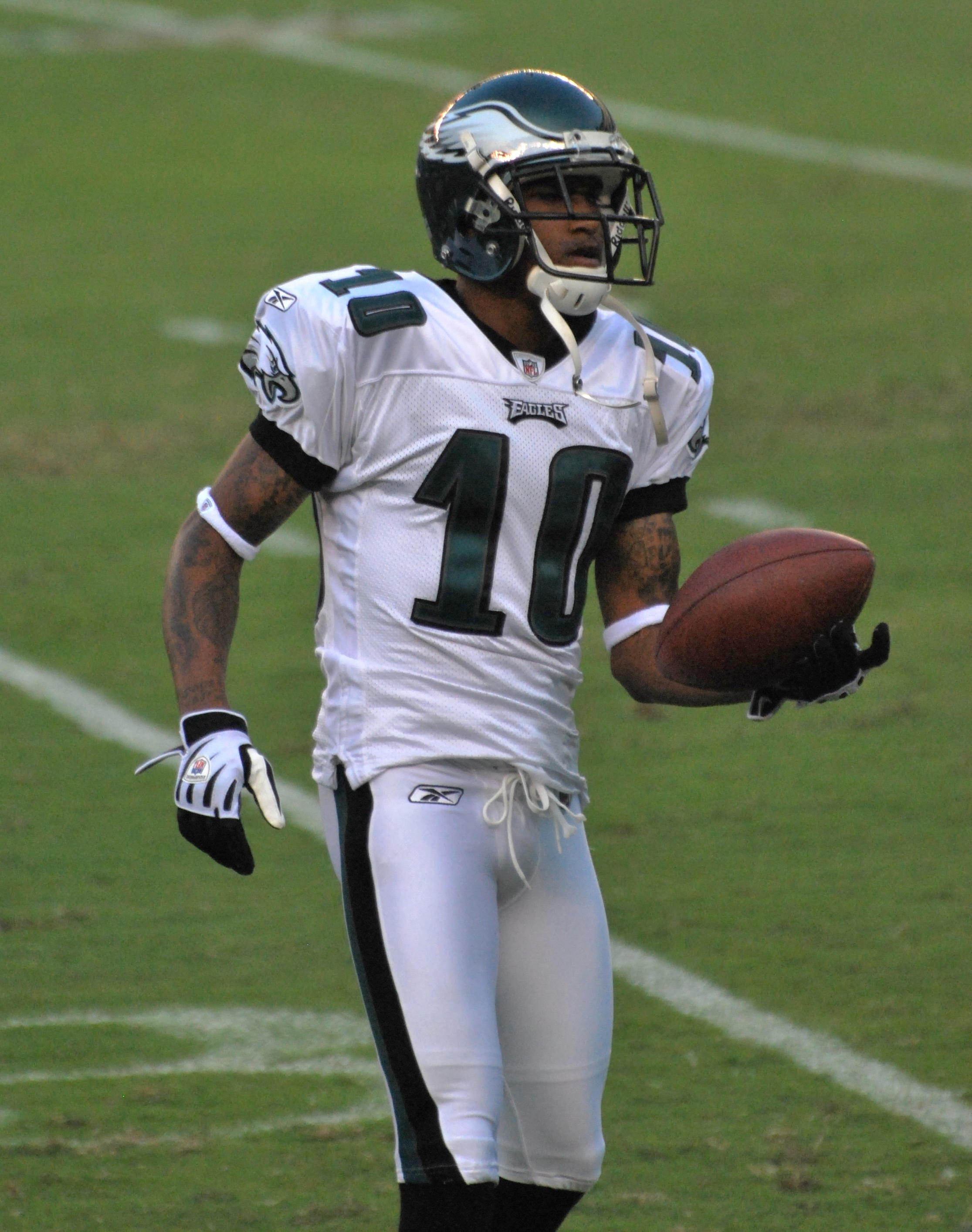
DeSean Jackson, wide receiver des Eagles de 2008 à 2013 et de 2019 à 2020.

En 2008, la franchise sélectionne DeSean Jackson lors de la draft 2008 de la NFL. Ils remportent leur 500e match en battant 27 à 14 les Falcons d'Atlanta le dimanche 25 octobre 2008. Cette victoire est également la 100e de l'entraîneur Andy Reid à la tête de l'équipe. Le 11 janvier 2009, ils battent 23 à 11 les Giants de New York (champions sortants) et se qualifient pour la finale de conférence NFC. Après avoir été menés 6 à 24 par les Cardinals de l'Arizona, les Eagles remontent au score pour mener 25 à 24 à la mi-temps. Ils perdent néanmoins le match 32-25 à la suite d'un touchdown inscrit à la passe par le quarterback Kurt Warner à trois minutes de la fin du match.
Au début de la saison 2009, les Eagles engagent le quarterback Michael Vick. Le 6 décembre 2009, Andy Reid devient le cinquième entraîneur principal de l'histoire de la NFL à remporter au moins 100 matchs avec la même équipe sur une seule décennie comme Tom Landry, Don Shula, Tony Dungy et Bill Belichick.
Pendant l'entre-saison, le 4 avril 2010, le quart-arrière titulaire des Eagles lors des 10 dernières saisons, Donovan McNabb, est échangé aux Redskins de Washington contre un choix de deuxième tour pour la draft 2010 et un choix conditionnel de troisième ou quatrième tour pour la draft 2011.
Après une défaite contre les Giants de New York le 30 décembre 2012 et un bilan négatif en fin de saison (4-12), Andy Reid, est viré par la franchise après 14 saisons.

### L'Ère Chip Kelly (2013-2015)

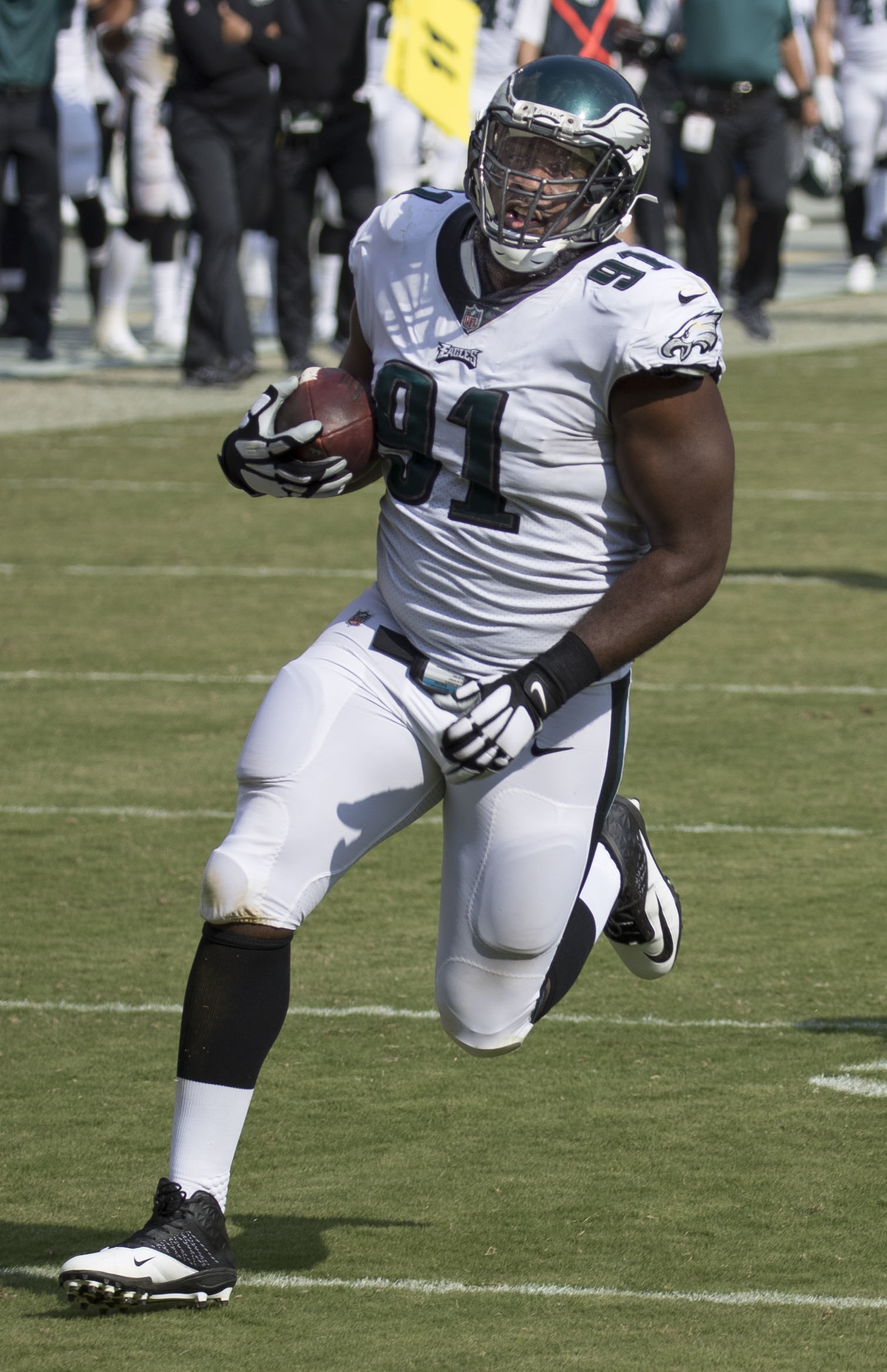
Fletcher Cox, defensive tackle des Eagles depuis 2012.

Le 16 janvier 2013, les Eagles engagent l'entraîneur des Ducks de l'Oregon⁣⁣, Chip Kelly pour remplacer Reid. Après leur mauvaise saison 2012, les Eagles obtiennent le 4e choix global de la draft 2013 qu'ils utilisent pour sélectionner Lane Johnson, offensive tackle des Sooners de l'Oklahoma.
Ils commencent la saison 2014 en remportant leurs trois premiers matchs. Ils s'inscrivent dans l'histoire de la NFL en devenant la première équipe qui, après avoir été menée par au moins 10 points lors des trois premier matchs de la saison, parvient à revenir au score pour finalement l'emporter. Malgré quelques interceptions, Nick Foles parvient à un bilan provisoire de 6-2 avant qu'il ne se brise la clavicule. Il est remplacé par Mark Sanchez et les Eagles finissent la saison avec un bilan de 10 victoires pour 6 défaites. Ils terminent deuxième de leur division mais ne se qualifient pas pour la phase finale.
Pendant l'entre saison, Chip Kelly obtient le contrôle total de l'équipe. Il va faire plusieurs transactions sujettes à controverse. Il échange LeSean McCoy, recordman de la franchise au nombre de yards gagnés à la course, contre le linebacker Kiko Alonso des Bills, coupe le vétéran Trent Cole, deuxième derrière Reggie White au nombre de sacks effectués en carrière avec la franchise, et échange le quarterback Nick Foles contre Sam Bradford des Rams lequel a été blessé durant toute la saison précédente à la suite d'une déchirure du ligament croisé antérieur. Kelly tente de prolonger Jeremy Maclin mais ce dernier choisit de s'engager avec les Chiefs mais il réussit néanmoins à faire signer DeMarco Murray des Cowboys, meneur de la Ligue au nombre de yards gagnés à la course affaiblissant ainsi un rival de division.
Le 29 décembre 2015, alors que le bilan provisoire de l'équipe est de 6 victoires pour 9 défaites et qu'il ne reste qu'un seul match de saison régulière à jouer, Chip Kelly est libéré par les Eagles. Le coordonnateur offensif Pat Shurmur est nommé entraîneur principal par intérim pour la dernière rencontre de la saison qui se solde par une victoire 35-30 contre les Giants de New York, un rival de division.

### L'Ère Doug Pederson (2016-2020)

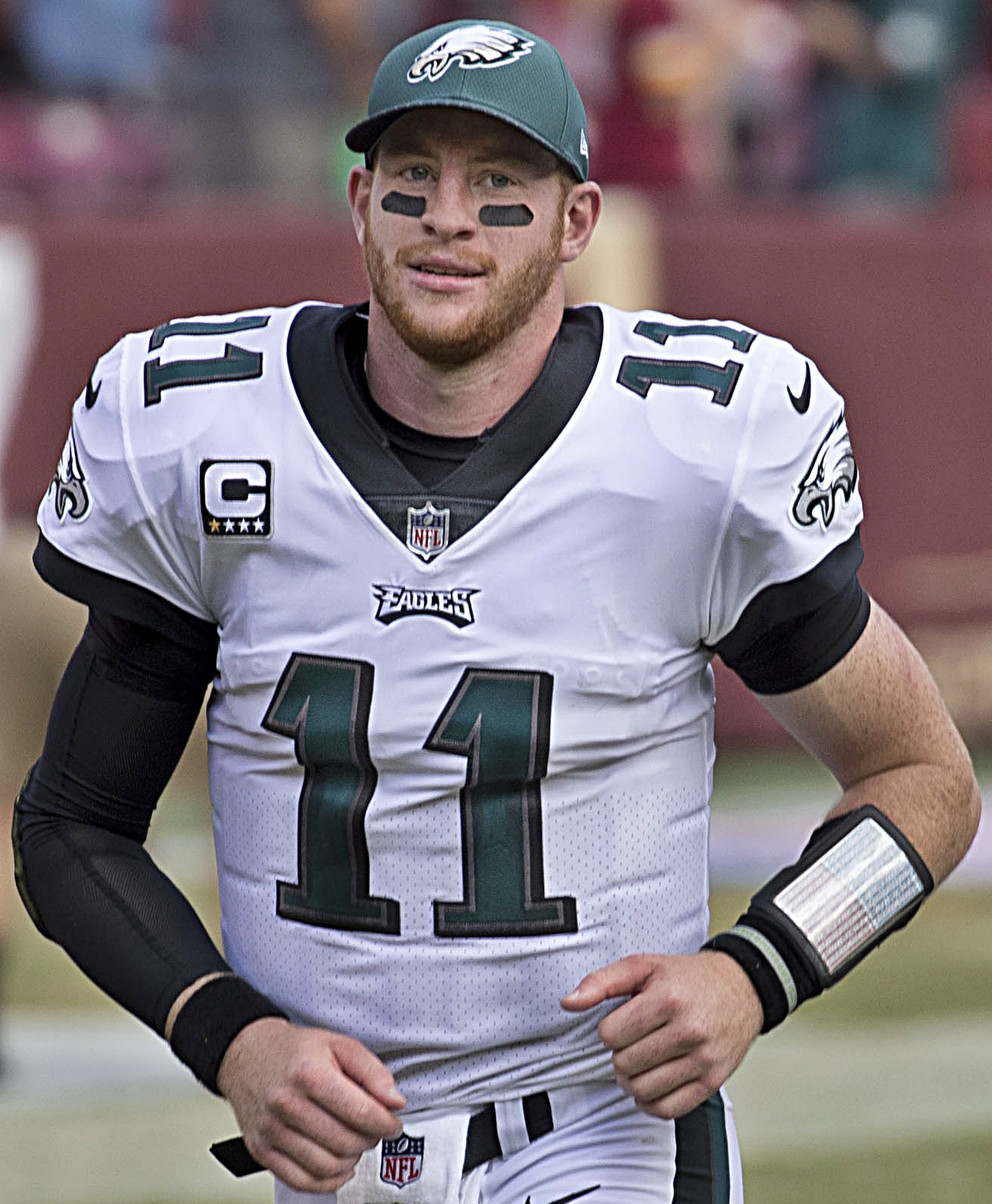
Carson Wentz, quarterback titulaire de 2016 à 2020

Le 18 janvier 2016, les Eagles engagent Doug Pederson en tant qu’entraîneur principal pour succéder à Chip Kelly.
À la fin de la saison 2015, les Eagles avaient obtenu le 13e choix global pour la draft 2016. Ils ont échangé ce choix avec Byron Maxwell et Kiko Alonso aux Dolphins de Miami contre le 8e choix global. Plus tard, ils ont échangé le 8e choix global avec leur choix de troisième tour, leur choix de quatrième tour, un choix de premier tour en 2017 et un choix de deuxième tour en 2018 aux Browns de Cleveland contre le 2e choix global et un choix de quatrième tour en 2017. Ils ont utilisés le 2e choix pour sélectionner Carson Wentz, quarterback des Bison de North Dakota State. Pendant l'inter saison, les Eagles signe l'offensive guard Brandon Brooks.
Les Eagles commencent la saison 2016 par trois victoires consécutives au cours desquelles Carson Wentz compile 5 touchdowns, aucune interception et 255 yards gagnés à la passe en moyenne par match. Après leur semaine de repos en 4e semaine, ils perdent quatre des cinq matchs suivants par cinq points d'écart maximum. Ils sont aussi privés de l'offensive tackle Lane Johnson suspendu pour dix matchs après la défaite en 5e semaine contre les Lions de Détroit, ce qui met un frein aux bons débuts de Carson Wentz. Les Eagles remportent seulement trois de leurs sept derniers matchs et finissent à la dernière place de leur division avec un bilan de 7 victoires pour 9 défaites. Malgré un bon début de saison, Carson Wentz la termine avec un ratio de 8 touchdowns pour 7 interceptions.

#### Vainqueur du Super Bowl LII (2017)
Lors de la saison 2017, les Eagles enregistrent un bilan de 13 victoires pour 3 défaites dont une série de 9 victoires consécutives entre la 3e et la 12e semaine. Ils remportent le titre de la division NFC East et accèdent à la phase finale de la NFL pour la première fois depuis la saison 2013. En 14e semaine contre les Rams de Los Angeles, le quarterback titulaire Carson Wentz quitte le match à la suite d'une déchirure au ligament croisé antérieur. Il est remplacé par Nick Foles jusqu'au terme de la saison. Il dispute son premier match contre les Giants de New York en 15e semaine et l'emporte 34-29 en ayant inscrit cinq touchdowns à la passe. Foles est moins performant lors des deux derniers matchs de la saison contre les Raiders d'Oakland (victoire 19-10) et les Cowboys de Dallas (défaite 3-13).

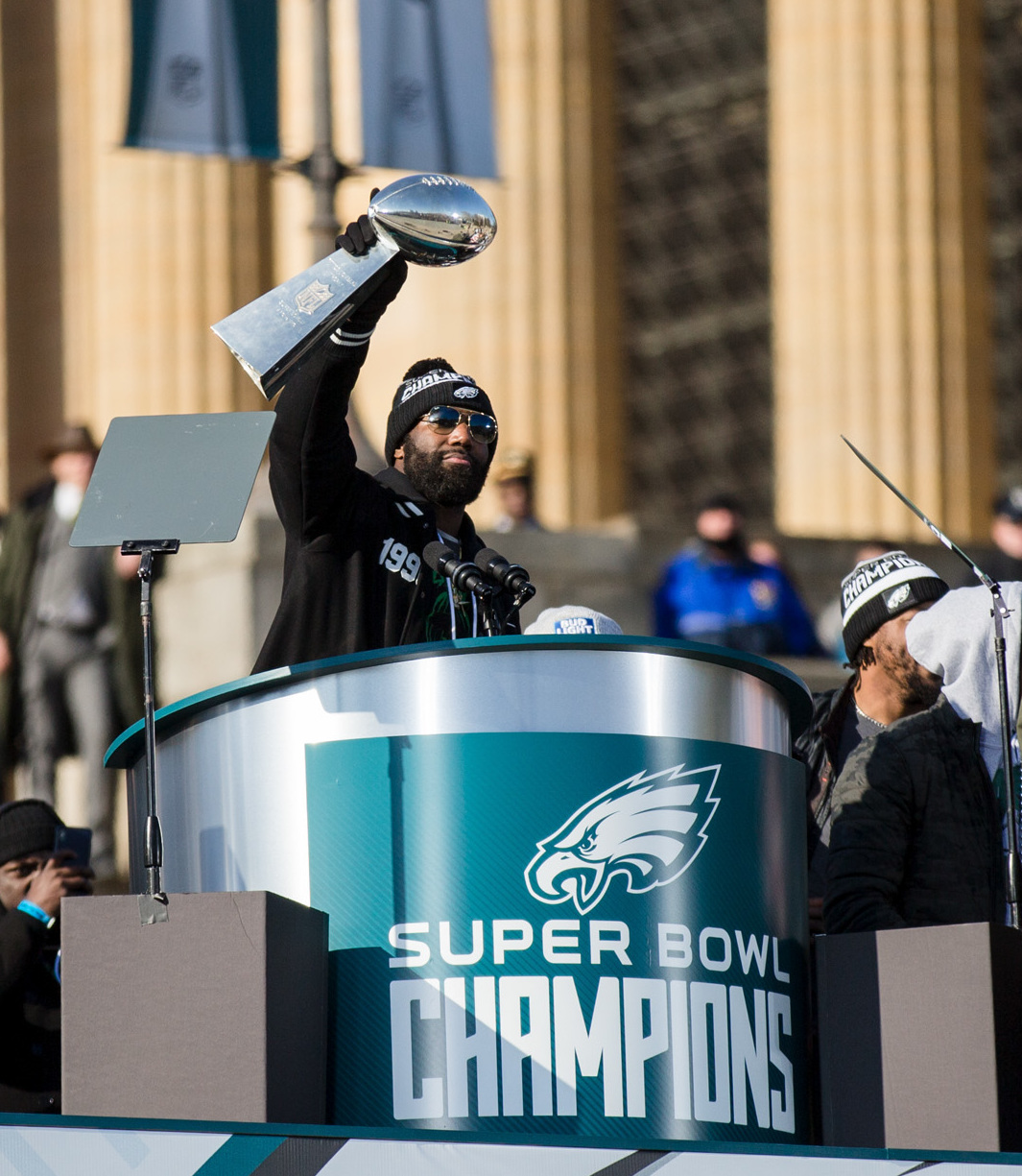
Malcolm Jenkins, safety des Eagles de 2014 à 2019, tenant le trophée Vince-Lombardi, à la parade des Eagles après leur victoire au Super Bowl LII

Malgré cela, les Eagles décrochent l'avantage du terrain pour la phase finale. Ils remportent 15-10 le match de Division joué à domicile contre les Falcons d'Atlanta. En finale de conférence NFC, les Eagles battent les Vikings 38–7 bien qu'ils n'aient pas été désignés favoris par les médias. Foles y enregistre sa meilleure performance depuis la 15e semaine, gagnant 352 yards et inscrivant trois touchdowns à la passe. Ils se qualifient ainsi pour le Super Bowl LII joué à Minneapolis qui les oppose aux Patriots de la Nouvelle-Angleterre de Tom Brady. Ce match est leur 3e participation à un Super Bowl et constitue la revanche du Super Bowl XXXIX perdu contre les Patriots en 2005. Philadelphie remporte le premier Super Bowl de son histoire sur le score de 41-33. Foles est désigné MVP du match grâce à sa performance (373 yards gagnés à la passe, trois touchdowns inscrits à la passe, une passe interceptée, un touchdown inscrit en réception). Il devient le premier quarterback remplaçant à débuter et remporter un Super Bowl depuis son adversaire du jour, Tom Brady qui, en 2002, avait remporté le Super Bowl XXXVI après avoir remplacé le quarterback titulaire Drew Bledsoe.

#### L'après Super Bowl (2018-2020)
Les Eagles finissent la 2019 avec un bilan de 9-7 identique à celui de la saison précédente. Ils terminent par 4 victoires consécutives contre leurs rivaux de divisions s'assurant une place en phase finale pour la troisième saison consécutive à la suite de la victoire 34-17 contre les Giants de New York.
Les Eagles débutent la saison 2020 par deux défaites contre la Washington Football Team et les Rams de Los Angeles. En 3e semaine, ils font match nul contre les Bengals de Cincinnati après avoir dégagé le ballon au lieu de tenter un punt de 64 yards qui aurait pu donner la victoire aux Eagles en prolongation. Cette décision a été grandement critiquée par les médias et les fans, accusant Doug Pederson de préférer se contenter d'une égalité plutôt qu'une victoire. Une nouvelle fois, les blessures s'abattent sur l'équipe, les titulaires de l'attaque ayant pratiquement tous été blessés au cours de la saison. La ligne offensive présentera sur la saison quatorze différentes combinaison de joueurs en 16 matchs. Arrivés en semaine de repos avec un bilan de 3-4-1, ils perdent ensuite les quatre matchs suivants. En 13e semaine contre les Packers de Green Bay, le quarterback débutant Jalen Hurts monte sur le terrain lors du 3e quart temps, Wentz n'ayant pas bien joué. Hurts est ensuite désigné titulaire pour le reste de la saison, Wentz ayant réalisé la pire saison de sa carrière,. Hurts conduit les Eagles à la victoire 24–21 contre les Saints de La Nouvelle-Orléans en 14e semaine, dernière victoire de la saison pour les Eagles qui terminent avec un bilan de 4–11–1 sans qualification pour la phase finale pour la première fois depuis 2016.
Pendant l'inter-saison, le coordonnateur défensif Jim Schwartz annonce qu'il va prendre une pause et le lendemain, c'est Ken Flajole, entraîneur des linebackers, qui démissionne de son poste. Le 11 janvier 2021, Doug Pederson, entraîneur des Eagles depuis 2016, est viré par la franchise. Il devient le premier entraîneur principal à être viré après trois saisons succédant à une victoire au Super Bowl depuis Don McCafferty (en) des Colts de Baltimore viré en 1972.

### L'Ère Nick Sirianni (depuis 2021)
Le 21 janvier 2021, dix jours après le renvoi de Doug Pederson, les Eagles engagent pour le poste d'entraîneur principal, Nick Sirianni, ancien coordonnateur offensif des Colts d'Indianapolis. Pendant l'entre saisons, les Eagles échangent aux Colts le quarterback titulaire, Carson Wentz, contre un choix de troisième tour en 2021 et un choix conditionnel de deuxième tour en 2022,.
Lors de la draft 2021 de la NFL, les Eagles sélectionnent en 10e choix global le wide receiver DeVonta Smith du Crimson Tide de l'Alabama, vainqueur du trophée Heisman 2021. Cette sélection permet la réunion de Smith avec Jalen Hurts qui fut son quarterback à Alabama.

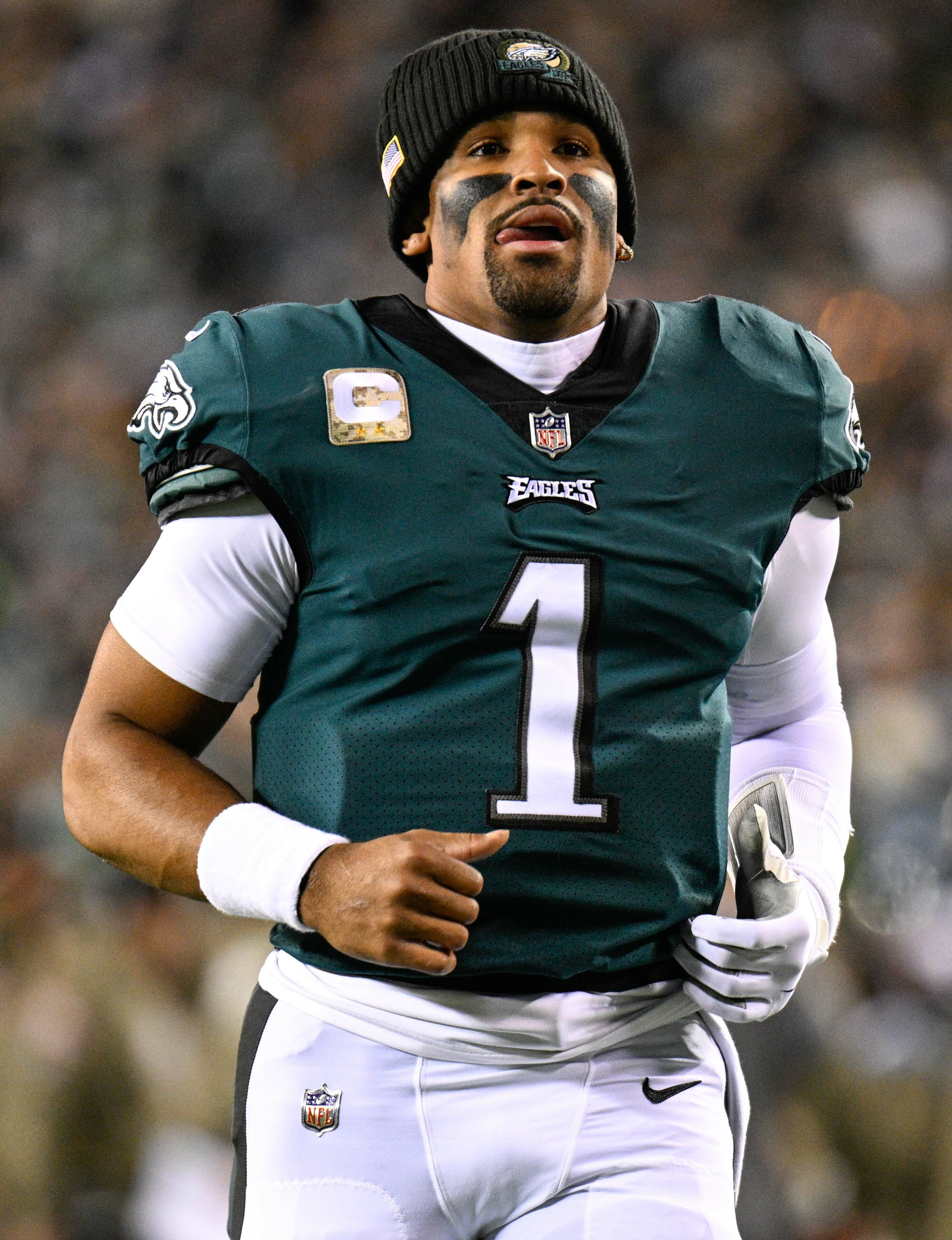
Jalen Hurts, quarterback titulaire des Eagles depuis 2021

Après le camp d'entraînement, Hurts est officiellement désigné comme quarterback titulaire des Eagles par Sirianni. Philadelphie termine la saison régulière avec un bilan de 9-8 et se qualifient pour la phase finale. L'équipe est classée première de la ligue au nombre de yards gagnés à la course. Son attaque à la course est la meilleure depuis celle des Bears de Chicago en 1985 et la meilleure de l'histoire des Eagles depuis celle de 1949. Ils perdent lors du tour préliminaire de la phase finale (wild card) contre les Buccaneers de Tampa Bay 15-31.
Lors de la draft 2022 de la NFL, les Eagles échangent leurs 15e, 124e, 162e et 166e choix contre le 13e choix des Texans de Houston qu'ils utilisent pour sélectionner le defensive tackle Jordan Davis des Bulldogs de la Géorgie pour éventuellement remplacer Fletcher Cox futur agent libre en 2023. Lors de cette draft, les Eagles échangent leur 18e choix aux Titans du Tennessee contre leur wide receveur A. J. Brown.

#### Super Bowl LVII (2022)
En 2022, les Eagles affichent un bilan provisoire de 8 victoires sans défaite pour la première fois de l'histoire de la franchise,. Ils subissent une première défaite en 10e semaine sur le score de 32 à 21 contre les Commanders de Washington,. En 15e semaine, contre les Bears de Chicago, le quarterback titulaire Jalen Hurts se blesse à la suite d'un plaquage effectué par le defensive end Trevis Gipson (en). Gardner Minshew le remplace mais perd les deux matchs suivants. Jalen Hurts est rétabli de sa blessure et rejoue lors de la dernière semaine de saison régulière. Lors de cette rencontre, le  wide receiver A. J. Brown bat le record de la franchise du plus grand nombre de yards gagnés en réception en une saison (1 439). L'ancien record était détenu par Mike Quick (en) lequel avait totalisé 1 409 yards lors de la saison 1983. Les Eagles terminent la saison avec un bilan de 14 victoires et 3 défaites, finissant en tête de la NFC pour la première fois depuis la saison 2017. Lors du tour de division, les Eagles éliminent facilement les Giants 38 à 7 et accèdent à la finale de conférence NFC pour la première fois depuis la saison 2017. Ils y battent les 49ers de San Francisco par le score 31 à 7, et se qualifient pour leur 4e Super Bowl de leur histoire. Le Super Bowl LVII est aussi le premier au cours duquel deux frères vont s'affronter, Travis Kelce (tight end des Chiefs) et Jason Kelce (centre des Eagles). Les Eagles perdent le match 38 à 35. Un flag (drapeau de pénalité) sur le cornerback James Bradberry (pour avoir retenu le receveur JuJu Smith-Schuster) permet au botteur des Chiefs, Harrison Butker, de réussir un field goal de 27 yards à 8 secondes de la fin du match, donnant ainsi la victoire aux Chiefs.

#### Saison 2023
En 2023, les Eagles entament leur saison en remportant leurs 5 premières rencontres. En 6e semaine, ils perdent 20 à 14 contre les Jets de New York, ces derniers inscrivant un touchdown par le running back Breece Hall à la suite d'une course 8 yards alors qu'il ne reste qu'une minute et 46 secondes à jouer. Les Eagles remportent les cinq rencontres qui suivent affichant après la 12e semaine un bilan de 10 victoires pour 1 défaite. Toutefois, ils perdent 5 des 6 dernières rencontres de la saison.
Malgré cela, avec un bilan de 11 victoires pour 6 défaites, ils terminent 2e de la NFC East derrière les Cowboys de Dallas (12-5). Lors du tour de wild Card, les Eagles sont écrasés à domicile 9 à 32 par les Buccaneers de Tampa Bay, mettant un terme inattendu à leur saison.

#### Vainqueur du Super Bowl LIX (2024)
Les Eagles de Philadelphie terminent la saison régulière 2024 avec un bilan de 14 victoires pour 3 défaites. Ils éliminent ensuite successivement les Packers de Green Bay (22-10) lors du tour de wild card, les Rams de Los Angeles (28-22) lors du tour de division puis les Commanders de Washington (55-23) lors de la finale de conférence NFC.
Ils se qualifient ainsi pour le Super Bowl LIX où ils sont confrontés aux Chiefs de Kansas City, le match étant une revanche du Super Bowl LVII remporté par les Chiefs deux ans plus tôt. Le match a lieu le 9 février 2025 au Caesars Superdome de La Nouvelle-Orléans. Après le Super Bowl LII de la saison 2017 gagné 41 à 33 contre les Patriots de la Nouvelle-Angleterre, Philadelphie remporte le deuxième Super Bowl de son histoire, sur le score de 40 à 22,,. Jalen Hurts est désigné MVP du match à la suite de sa performance, une évaluation QB de 119,7, 17 passes réussies sur 22, 221 yards et 2 touchdowns à la passe malgré une interception ainsi que 75 yards gagnés et un touchdown inscrit en 11 courses ,,.

## Palmarès
| Titre national                                                                                           | Conférence                                                            | Division |
| --- | --------------------------------------------------------------------- | --- |
| - Champion de la NFL (3) : 1948, 1949 et 1960. - Vainqueur du Super Bowl (2) : LII (2017) et LIX (2024). | - Champion de la conférence NFC (5) : 1980, 2004, 2017, 2022 et 2024. | - Champion de la division NFC East (13) : 1980, 1988, 2001, 2002, 2003, 2004, 2006, 2010, 2013, 2017, 2019, 2022 et 2024. |

## Image et identité

### Couleurs et maillots
Les couleurs traditionnelles des Eagles sont le vert et le blanc. Lors des saisons 1933 et 1934, les couleurs des Eagles étaient le bleu clair et le jaune. En 1935, les Eagles ont ajouté le vert à leur uniforme, et pendant plusieurs décennies, leurs couleurs ont été le vert irlandais, l'argent et le blanc. En 1954, avec les Colts d'Indianapolis, ils ont été la première équipe à mettre un logo sur leur casque.
De 1948 à 1995, le logo était un aigle en vol qui transporte un ballon de football américain avec ses griffes. De 1969 à 1972, le logo est changé pour un style différent.
En 1973, le nom de l'équipe est ajouté en dessous du logo et retourne à son logo d'avant 1969. Le logo et les uniformes des Eagles sont radicalement retouchés en 1996 lorsque leur vert irlandais devient un vert plus sombre, officiellement nommé Midnight green en anglais. L'argent est pratiquement abandonné, alors que les pantalons deviennent soit blancs ou vert sombre. Les ailes traditionnelles sur le casque deviennent majoritairement blanches avec un peu d'argent et de noir. Le logo est réduit et devient la tête d'une pygargue à tête blanche, dessiné dans un style moins détaillé et plus cartoon. Le logotype passe d'une écriture calligraphique à des lettres d'imprimeries. La tête de l'aigle est le seul logo dans la NFL qui fait face à la gauche.
Pour célébrer le 75e anniversaire de l'équipe, leurs uniformes de la saison 2007  présentent un écusson du 75e anniversaire sur l'épaule gauche. De plus, ils ont porté un uniforme rétro dans une partie contre les Lions de Détroit en 2007. Sur l'uniforme rétro, le jaune et le bleu, les mêmes couleurs pouvant être trouvées sur le drapeau de la ville de Philadelphie, sont basés sur l'uniforme porté par les Eagles lors de leur saison inaugurale. Ce sont aussi les couleurs que les Yellow Jackets de Frankford ont utilisés avant de suspendre leurs opérations en 1931. Les Eagles ont battu Détroit 56 à 21 lors de ce match.
Les Eagles portent leurs uniformes blancs à domicile pendant les parties de pré-saison et les parties jouées lors du jour, de septembre à mi-octobre quand la température est plus chaleureuse. Toutefois, il y a eu certaines exceptions, comme lors de leurs matchs d'ouvertures de la saison 2003 contre les Buccaneers de Tampa Bay et de la saison 2007 contre les Redskins de Washington, parties qui ont été joués le soir. Vers la fin du mois d'octobre ou le début du mois de novembre, les Eagles commencent à porter leurs uniformes verts à domicile ou leur troisième uniforme. La seule occasion où les Eagles ont porté leur uniforme blanc à domcile après octobre dans une partie était lors d'une rencontre contre les Cowboys le 4 novembre 2007, pour que les Cowboys puissent porter leurs uniformes bleus. Avant de déménager au Lincoln Financial Field en 2003, les Eagles portaient du blanc à domicile uniquement pendant la rencontre d'ouverture, mais lors des dernières années, ils ont optés de portés leurs uniformes verts même au cours des températures les plus chaudes de l'automne.
Lors de la saison 2010, contre les Packers de Green Bay, les Eagles ont porté le même uniforme que celui utilisé par l'équipe championne de 1960 en l'honneur du 50e anniversaire de cette équipe.
En 2012, Nike devient l'équipementier officiel de la NFL, succédant à Reebok, mais les Eagles ont décidé qu'ils n'adoptaient pas la nouvelle technologie Elite 51 de Nike.

Le logotype des Eagles depuis 2022

En 2014, les Eagles adoptent officilement le style Elite 51 de Nike. Toutefois, ils sont forcés à porter des chandails noirs en milieu de saison, car la teinte que les Eagles souhaitait avoir sur leurs uniformes était difficile à produire.
Le 16 juin 2022, les Eagles annoncent aux médias qu'ils allaient changer leur logotype pour un style plus moderne. Le nouveau logotype remplace l'ancien logotype immédiatement, mais il sera placé sur le gilet des Eagles qu'à partir de la saison 2024.

### Logo

Évolution du logo
1948 à 1968
1969 à 1972
1973 à 1986
1987 à 1995
Depuis 1996

### Rivalités

#### Cowboys de Dallas
La rivalité entre les Eagles et les Cowboys est reconnue comme l'une des meilleurs et des plus intenses de la NFL,. Les Eagles ont remporté le premier match de la rivalité sur le score de 27 à 25 le 30 septembre 1960. Cette rivalité s'est accentuée au fil des ans à la suite de nombreux incidents survenus entre les supporter des deux équipes, le plus connu étant celui des Bounty Bowl 1989 (en) faisant référence aux deux matchs remportés par les Eagles en 1989. Lors du premier joué le jour de Thanksgiving à Dallas, il a été fait état d'allégations selon lesquelles les Eagles auraient mis une prime de 200 $ sur Luis Zendejas (en), kicker des Cowboys qui avait été coupé par Philadelphie plus tôt dans la saison. Le second match joué deux semaines plus tard à Philadelphie est marqué par les fans des Eagles qui, sous l'emprise de la boisson, vont lancer des boules de neige, de la glace et de la bière sur le terrain en visant plusieurs acteurs du match. Un arbitre, un joueur des Eagles, un joueur et l'entraîneur principal des Cowboys ainsi que des commentateurs sportifs de la télévision seront ciblés et certains devront être évacués du terrain sous escorte policière.
En fin de saison 2021, les Cowboys mènent la série avec 72 victoires contre 54 pour les Eagles.

#### Giants de New York
La rivalité entre les Eagles et les Giants a débuté dès la création de la franchise de Philadelphie en 1933 par Bert Bell et elle s'est lentement intensifiée lorsque les deux équipes ont commencé à faire de bons résultats au cours des années 1940 et 1950. Les deux équipes jouent dans la même division depuis la saison 1933. La férocité de la rivalité peut-être aussi attribuée à la position géographique des villes de Philadelphie et de New York. Elle peut être comparée à la rivalité en MLB entre les Mets de New York et les Phillies de Philadelphie, ou celle en LNH entre les Flyers de Philadelphie et les Rangers de New York.
Cette rivalité est classée par NFL Network comme étant la 4e meilleure de tous les temps dans la NFL, Sports Illustrated la classant en quatrième position. Pour ESPN, c'est une des plus féroces et des plus connues des fans de football américain.
En fin de saison 2021, les Eagles mènent la série avec 89 victoires pour 88 aux Giants et 2 nuls.

#### Commanders de Washington
Bien que moins importante que les rivalités avec les Cowboys et les Giants, celle avec les Commanders de Washington s'est toujours révélée assez féroce. Bien que les deux équipes aient été membres de la même division en 1933, celles-ci ne se rencontrent pour la première fois que le 21 octobre 1934. Les Commanders qui s'appelaient à l'époque les Redskins de Boston battent 6 à 0 les Eagles au Fenway Park.
Depuis 2010, les Eagles ont remporté 12 des 20 dernières rencontres. Cependant, en fin de saison 2021, c'est Washington qui mène la série avec 87 victoires contre 80 à Philadelphie et 8 nuls.

#### Steelers de Pittsburgh
Les franchises des Eagles et des Steelers sont toutes deux localisées en Pennsylvanie et ont toutes deux débuté leurs opérations en 1933. Jusqu'en 1966, cette rivalité a été considérée comme majeure puisque les équipes faisaient partie de la même division. À la suite d'une restructuration de la NFL en 1967, les deux équipes ont été versées dans des divisions différentes de la National Football Conférence. Une nouvelle restructuration de la NFL en 1970 envoie les Steelers (ainsi que les Browns de Cleveland et les Colts de Baltimore) en American Football Conference tandis que les Eagles restent en NFC East. De ce fait, les deux équipes ne se rencontrent plus qu'une seule fois tous les quatre ans.
En fin de saison 2021, les Eagles mènent la série avec 48 victoires pour 29 défaites et deux nuls.

## Joueurs et personnalités

### Numéros retirés
Neuf joueurs des Eagles de Philadelphie ont eu l'honneur de voir leur numéro de maillot retiré par la franchise :
| Numéro | Joueur          | Position   | Saisons   |
| 5      | Donovan McNabb  | QB         | 1999-2009 |
| 15     | Steve Van Buren | HB         | 1944-1951 |
| 20     | Brian Dawkins   | S          | 1996–2008 |
| 40     | Tom Brookshier  | CB         | 1953–1961 |
| 44     | Pete Retzlaff   | RB, WR, TE | 1956–1966 |
| 60     | Chuck Bednarik  | LB, C      | 1949–1962 |
| 70     | Al Wistert      | OT         | 1943–1951 |
| 92     | Reggie White    | DE         | 1985–1992 |
| 99     | Jerome Brown    | DT         | 1987–1991 |

### Les entraîneurs
- 1933-1935 : Lud Wray
- 1936-1940 : Bert Bell
- 1941-1950 : Greasy Neale
- 1951-1951 : Bo McMillin
- 1951-1951 : Wayne Millner
- 1952-1955 : Jim Tribble
- 1956-1957 : Hugh Devore
- 1958-1960 : Buck Shaw
- 1961-1963 : Nick Skorich
- 1964-1968 : Joe Kuharich
- 1969-1971 : Jerry Williams
- 1971-1972 : Ed Khayat
- 1973-1975 : Mike McCormack
- 1976-1982 : Dick Vermeil
- 1983-1985 : Marion Campbell
- 1986-1990 : Buddy Ryan
- 1991-1994 : Rich Kotite
- 1995-1998 : Ray Rhodes
- 1999-2012 : Andy Reid
- 2013-2015 : Chip Kelly
- 2016-2020 : Doug Pederson
- 2021- ---- : Nick Sirianni

## Dans la culture populaire
La saison 1976 des Eagles est le sujet du film Invincible, d'Ericson Core, sorti en août 2006, et qui raconte l'histoire vraie de Vince Papale, un fan de 30 ans de la franchise qui intègre le club de son cœur.
La sitcom américaine It's Always Sunny In Philadelphia fait plusieurs références aux Eagles de Philadelphie, notablement dans l'épisode 3 de la 2e saison, qui est appelé « The Gang gets Invisible », une référence au film Invicible.
Les Eagles sont aussi référencés dans le film Voyage au bout de l'enfer, sorti en 1978. Lors d'un voyage de chasse en Pennsylvanie, Nick et Stan sont dans un bar et Nick dit «Hé! Je gage 100$ que les Eagles ne vont jamais dépasser la ligne de 50 lors de la prochaine mi-temps, et Pittsburgh va gagner par 20 points! » (« Hey, I got a hundred bucks says the Eagles never cross the fifty in the next half and Pittsburgh wins by 20 ») Stan réponds « Je gage un autre 20$ que le quarterback des Eagles porte une robe! » («And I got an extra twenty says the Eagles' quarterback wears a dress!»).

## Anecdote
Après leur victoire au Super Bowl, Donald Trump refuse de recevoir la franchise à la Maison-Blanche, certains joueurs ayant posé un genou à terre pendant l'hymne national. D'autre part, quelques joueurs avaient précédemment fait savoir qu'ils n'honoreraient pas une éventuelle invitation à s'y rendre.